# Street Fighter 2 V
Street Fighter 2 V (ストリートファイターII V) est une série télévisée d'animation japonaise en 29 épisodes de 25 minutes, créée d'après la série de jeux vidéo éponyme. En France, 26 des 29 épisodes ont été diffusés.

## Synopsis
Ryu et Ken sont deux amis d'enfance qui ont appris ensemble les arts martiaux. Aujourd'hui parvenus à un haut niveau de pratique, et ne s'étant pas revus depuis deux années, Ryu est invité à passer quelques jours chez Ken, héritier d'une des plus grosses fortunes mondiales. Les deux amis ont plaisir à se retrouver et vont s'amuser à écumer les bars en quête de combats. Ils tombent alors sur plus fort qu'eux en la personne de Guile, un colonel américain à la force phénoménale, qui défait non sans mal les deux garçons. Cette cuisante défaite fait réaliser aux jeunes hommes qu'il existe forcément de par le monde des combattants aussi puissants, voire plus que ce Guile, et les convainc d'entreprendre un tour du monde pour s'opposer aux plus dangereux "Street Fighters" dans l'espoir d'en tirer de l'expérience. Au cours de leur périple, nos deux héros font la connaissance de Chun-Li, fille de Dow Lai, un des chefs d'Interpol en Chine, qui va les accompagner. Les trois jeunes gens se rendent à la Forteresse des Neuf Dragons, où des combats sont organisés et font l'objet de paris et de jeux. Ryu bat tous les adversaires et le champion, ce qui provoque la colère du maître des lieux. Contraints de fuir, ils parviennent à s'échapper du quartier le plus dangereux de Hong-Kong et grâce à Dow Laï, le maître et ses acolytes sont arrêtés. Chun-Li emmène ses deux nouveaux amis au Jardin du Baume du Tigre, où son ami d'enfance, Fei Long, tourne un film de kung-fu. Ken est choisi par ce dernier pour l'affronter et participer à son film. Le lendemain, Chun-Li, Ken et Ryu vont faire un tour dans un centre commercial et le jeune japonais fait la rencontre d'un vieil homme, appelé Yoho, qui maîtrise le Hado. Pour le remercier de l'avoir aidé, ce dernier lui enseigne sa technique et lui offre le portrait de maître Daruma. De leur côté, Ken et Chun-Li se rendent au dojo de Dao Laï, rejoints plus tard par Ryu, qui leur raconte sa rencontre avec Yoho du magasin de thés. Dao Laï révèle alors aux trois jeunes amis que Yoho est en réalité maître Yôsenkai, un grand maître d'arts martiaux. Mais ils se frottent surtout d'un peu trop près à Ashura, un des cartels de la drogue les plus redoutés et craints. À peine arrivés en Thaïlande, Ryu se fait arrêter par la police royale pour possession d'opium et conduit en prison. Il fait la rencontre de Sagat, l'actuel Empereur du Muay Thaï, l'art martial du pays. En l'affrontant, il va gagner le respect et l'amitié de ce dernier, lorsqu'il lui révèle son passé. Tout comme Ryu, Sagat a également été accusé à tort de possession d'opium à cause d'Ashura, et c'est à cause de cette organisation qu'il a été définitivement exclu du circuit. Grâce au père de Ken et ses relations avec la police thaïlandaise, Ryu est libéré de prison. À force de courage et de combats, les deux jeunes garçons démantèlent tant bien que mal le réseau et obtiennent à terme la libération de Sagat. Ils ne réalisent pas qu'ils se sont ainsi attirés les foudres de Shadow Law, un groupe terroriste mystérieux dirigé par l'obscur M. Bison, au-dessus d'Ashura et doté de pouvoirs qui dépassent l'imagination... Ce dernier va alors vouloir capturer Ryu, Ken et Chun-Li avec l'ambition de les dompter mentalement pour en faire des esclaves à la tête d'une armée de combattants... Les deux jeunes hommes arrivent en Inde et viennent en aide au docteur Anna qui a installé son hôpital dans un bidonville, mais est attaqué par des malfrats. Ken donne des directives à ses employés de la Masters Corporation afin d'aider la jeune femme dans son projet. Ils font ensuite la rencontre de Dhalsim, à qui ils demandent l'enseignement du Hado (!), mais le bonze refuse de leur apprendre la technique. En attendant son revirement, ils sympathisent avec les habitants du village, ainsi qu'avec les enfants. Celui-ci les emmène vers un temple où une statue en or est protégée par des démons. 
Après avoir réussi à maîtriser le Hado, Ryu et Ken reçoivent une lettre de Chun-Li, qui les invite à la rejoindre à Barcelone, en Espagne. Ils assistent tous trois à une corrida et font la rencontre de Vega,  tombé sous le charme de la jeune chinoise. Un soir, ce dernier s'introduit dans la chambre de Chun-Li, l'embrasse pendant qu'elle dormait et la met sous son contrôle. Il provoque ensuite Ken dans un duel à mort avec pour enjeu l'amour de Chun-Li. Malgré un combat extrêmement difficile, Ken bat Vega et libère celle-ci de son emprise. Malheureusement, Ken reçoit l'injection d'un sédatif qui l'endort. Chun-Li se fait capturer par Bison,  Ryu par Zangief, alors qu'il s'entraînait seul sur la plage à maîtriser sa technique du Hado-Ken. Le tyran contacte alors le père de Ken et lui demande la somme d'un milliard de dollars en échange de la liberté de son fils. Celui-ci contacte son ami Ortega, chef de la CIA, qui lui envoie les sergents Guile et Nash en renfort. Arrivés sur place, les deux sergents se voient confier la mission de retrouver Ken et Ryu, enlevés par M. Bison. Guile, qui a connu les deux jeunes garçons dans un bar, trouve la situation ironique, car leurs vies est maintenant entre ses mains. Ils arrivent à la plage de Barcelone, et Guile croise Zangief, mais ignore que celui-ci a enlevé le jeune japonais. Ils commencent enfin leur enquête à la villa Maria Isabel, lieu du combat entre Ken et Vega, mais ne trouvent aucun indice. Ils se rendent ensuite sur un port proche de la base d'opérations locale du tyran, et s'y aventurent en bateau. Emprisonné, Ken réussit à se libérer de ses chaînes grâce au Sho-Ryu-Ken, technique apprise par la maîtrise du Hado. Il retrouve Chun-Li, désormais aux côtés de M. Bison et sous le contrôle du cyber-ship, tout comme son ami Ryu. 
Pendant ce temps, Shadow Law tente de se débarrasser de Dow Lai, chargé d'enquêter sur l'organisation terroriste. Balrog, un espion infiltré à Interpol, engage la jeune Cammy White pour assassiner le policier chinois. Fei Long appelle ce dernier qui lui propose de le rejoindre à Barcelone. Mais arrivé sur place, il apprend aux informations la «mort» de son maître. En réalité, celui-ci a survécu à la tentative d'assassinat de la jeune femme et est hospitalisé. Venue achever sa mission, elle se retrouve confrontée à Fei Long qui lui révèle que Shadow Law veut l'éliminer, parce qu'il gênait leur trafic. Elle décide de le croire sur parole et se rend compte avoir été manipulée par Balrog. Elle se résout à éliminer le boxeur renégat, mais Fei Long l'en dissuade. Balrog est alors arrêté et Cammy s'en va, fermement décidée à traquer l'organisation terroriste de son côté.
À la base du tyran, Guile et Nash décident de se séparer pour essayer de retrouver les deux jeunes combattants, sur le point de se livrer un duel à mort. Guile se retrouve nez-à-nez avec Zangief, tandis que Nash parvient à atteindre le poste de contrôle de la base, où Bison et Zoltan, son bras droit, se trouvent. Malheureusement, il est assassiné par la main du tyran. Après avoir battu Zangief, Guile part à la rescousse de son compagnon de route, mais arrive trop tard et découvre le corps sans vie de son équipier. Décidé à le venger, le militaire attaque le chef de Shadow Law, mais est impuissant face à ses pouvoirs psychiques. Faisant appels au Hado, Ryu et Ken font mélanger leurs puissances et provoquent une gigantesque tornade, libérant le jeune japonais du cyber-ship. Ryu et Ken vont confronter le tyran dans une dimension parallèle, pendant que Guile est contraint d'affronter Chun-Li, toujours contrôlée par le cyber-ship. Ryu et Ken font équipe pour combattre M. Bison, mais les pouvoirs psychiques du tyran lui donnent l'avantage. En utilisant le Hado autour de lui, Ryu arrive à percevoir les mouvements du tyran et prend le dessus sur celui-ci. Mais M. Bison reprend le contrôle du combat et alors qu'il allait achever Ryu avec un Psycho-crusher, Ken intervient et contre l'attaque du tyran avec un Sho-Ryu-Ken, l'entrechoc provoquant une décharge sur Chun-Li, la faisant perdre connaissance et la libérant aussi du cyber-ship. Épuisé et complètement amoché, Ken ne peut plus poursuivre le combat et laisse, à Ryu, le soin de finir le travail. Ryu finit par vaincre Bison avec un triple combo : Hurricane-kick, Sho-Ryu-Ken et Hado-Ken. 
Grâce à Interpol et l'armée américaine, Shadow Law est complètement dissoute. Ken en profite pour retourner auprès de sa famille et Ryu, de son côté, décide de continuer à voyager à travers le monde en solitaire.

## Liste des épisodes
- 01- Une grande amitié
- 02- Guile, l'as de l'US Air Force
- 03- La forteresse des 9 dragons
- 04- Les serpents volants
- 05- Ken joue les vedettes
- 06- L'éveil de l'Hado
- 07- La vengeance d'Ashura
- Ces 3 épisodes inédits se déroulent en Thaïlande et n'ont pas été traduits. C'est là qu'apparaît Sagat. La traduction française de la série permet, néanmoins, la compréhension du déroulement de l'histoire en passant du 7 au 11.
- 08- Le piège
- 09- L'étoile du Muay-Thai
- 10- Prélude aux ténèbres
- 11- Les jeunes fauves
- 12- L'illusion du Dieu guerrier
- 13- La légende du Ha Do Ken
- 14- L'idole assoiffée de sang
- 15- Défi mortel pour Chun Li
- 16- Le maître de l'ombre
- 17- Les ordres du tyran
- 18- Une tueuse aux yeux verts
- 19- Mission spéciale
- 20- Puissance occulte
- 21- Domination mentale
- 22- Sho Ryu Ken !
- 23- Les yeux glacés du démon
- 24- L'éveil du Ha Do Ken
- 25- Triple duel
- 26- L'agonie de Ryu
- 27- Limites extrêmes
- 28- L'incroyable puissance de Bison
- 29- Le dernier combat

## Liste des personnages apparaissant dans la série
- Balrog
- Chun-Li
- Dhalsim
- Guile
- Ken Masters
- M. Bison
- Ryu
- Sagat
- Vega
- Zangief
- Cammy White
- Fei-Long
- Charlie Nash
- Akuma (on peut le voir en arrière-plan dans un aéroport, ou au premier plan quand Ken et Ryu arrivent en Inde)

## Personnages n'apparaissant pas dans la série
- Dee Jay
- Thunder Hawk
- Blanka
- Edmond Honda

## Doublage français
- Ryu : Jean-Marc Delhausse
- Ken : Benoit Grimmiaux
- Chun-Li : Naïke Fauveau et Ioanna Gkizas (épisode 23)
- Guile : Alain Louis
- Cammy : Catherine Conet
- Fei-Long : Nessym Guetat (à partir de l'épisode 19)
- Balrog : Peppino Capotondi